# Nauviale
Nauviale est une commune française située dans le département de l'Aveyron, en région Occitanie.

## Géographie

### Localisation
Cette commune fait partie de la Communauté de communes Conques-Marcillac et de l'aire d'attraction de Rodez.

### Communes limitrophes
Les communes limitrophes sont  Conques-en-Rouergue, Marcillac-Vallon, Mouret, Pruines et Saint-Christophe-Vallon.

### Hydrographie

#### Réseau hydrographique

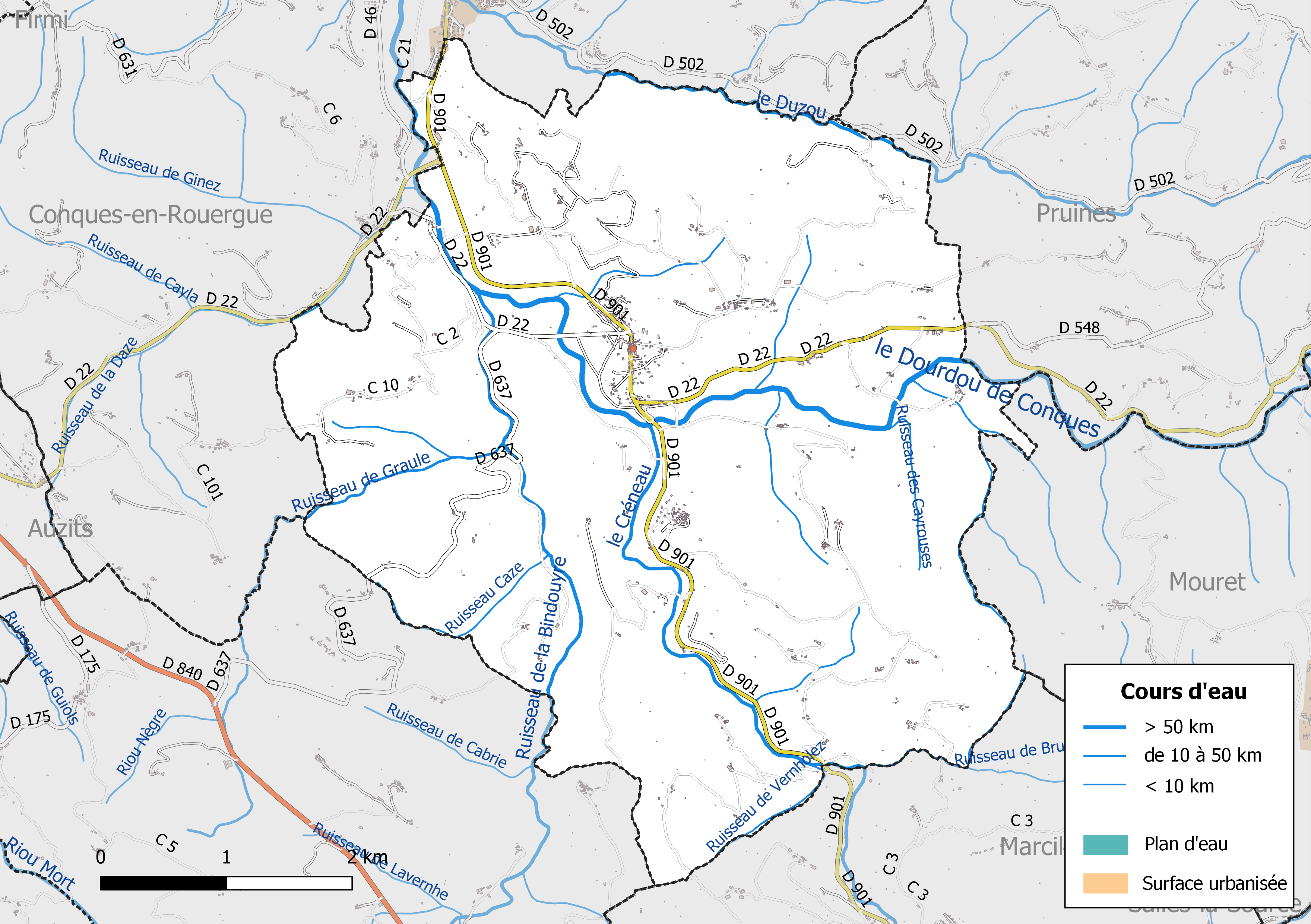
Réseaux hydrographique et routier de Nauviale.

La commune est drainée par le Dourdou de Conques, le Créneau, le Duzou, le Ruisseau de la Bindouyre, le ruisseau Caze, le ruisseau de Bruejouls, le ruisseau de Fouillet, le ruisseau de la Daze, le ruisseau des Cayrouses, le ruisseau de Vernholez et par divers petits cours d'eau.
Le Dourdou de Conques, d'une longueur totale de 83,7 km, prend sa source dans la commune de Lassouts et se jette  dans le Lot  à Conques-en-Rouergue, après avoir arrosé 12 communes.
Le Créneau, d'une longueur totale de 18,4 km, prend sa source dans la commune de Salles-la-Source et se jette  dans le Dourdou de Conques  à Nauviale, après avoir arrosé 3 communes.
Le Duzou, d'une longueur totale de 10,5 km, prend sa source dans la commune de Pruines et se jette  dans le Dourdou de Conques à Conques-en-Rouergue, après avoir arrosé 3 communes.
Le Ruisseau de la Bindouyre, d'une longueur totale de 11,1 km, prend sa source dans la commune d'Escandolières et se jette  dans le Dourdou de Conques  à Nauviale, après avoir arrosé 3 communes.

#### Gestion des cours d'eau
La gestion des cours d’eau situés dans le bassin de l’Aveyron est assurée par l’établissement public d'aménagement et de gestion des eaux (EPAGE) Aveyron amont, créé le 1er janvier 2017, en remplacement du syndicat mixte du bassin versant Aveyron amont,,.

### Climat
Pour des articles plus généraux, voir Climat de l'Occitanie et Climat de l'Aveyron.
En 2010, le climat de la commune est de type climat océanique altéré, selon une étude s'appuyant sur une série de données couvrant la période 1971-2000. En 2020, Météo-France publie une typologie des climats de la France métropolitaine dans laquelle la commune est exposée à un climat de montagne et est dans la région climatique Sud-est du Massif Central, caractérisée par une pluviométrie annuelle de 1 000 à 1 500 mm, minimale en été, maximale en automne.
Pour la période 1971-2000, la température annuelle moyenne est de 12,3 °C, avec une amplitude thermique annuelle de 16,2 °C. Le cumul annuel moyen de précipitations est de 958 mm, avec 10,8 jours de précipitations en janvier et 6,3 jours en juillet. Pour la période 1991-2020, la température moyenne annuelle observée sur la station météorologique la plus proche, située sur la commune de Salles-la-Source à 11 km à vol d'oiseau, est de 11,1 °C et le cumul annuel moyen de précipitations est de 869,1 mm,. Pour l'avenir, les paramètres climatiques de la commune estimés pour 2050 selon différents scénarios d'émission de gaz à effet de serre sont consultables sur un site dédié publié par Météo-France en novembre 2022.

### Milieux naturels et biodiversité
L’inventaire des zones naturelles d'intérêt écologique, faunistique et floristique (ZNIEFF) a pour objectif de réaliser une couverture des zones les plus intéressantes sur le plan écologique, essentiellement dans la perspective d’améliorer la connaissance du patrimoine naturel national et de fournir aux différents décideurs un outil d’aide à la prise en compte de l’environnement dans l’aménagement du territoire.
Le territoire communal de Nauviale comprend deux ZNIEFF de type 1,, 
le « Bois de Noailhac et de Saint-Cyprien-sur-Dourdou » (201,3 ha), couvrant 4 communes du département
et les « Coteaux et Vallon du créneau et du cruou » (569 ha), couvrant 4 communes du département
et une ZNIEFF de type 2,, 
la « Vallée du Dourdou » (5 964 ha), qui s'étend sur 16 communes de l'Aveyron.

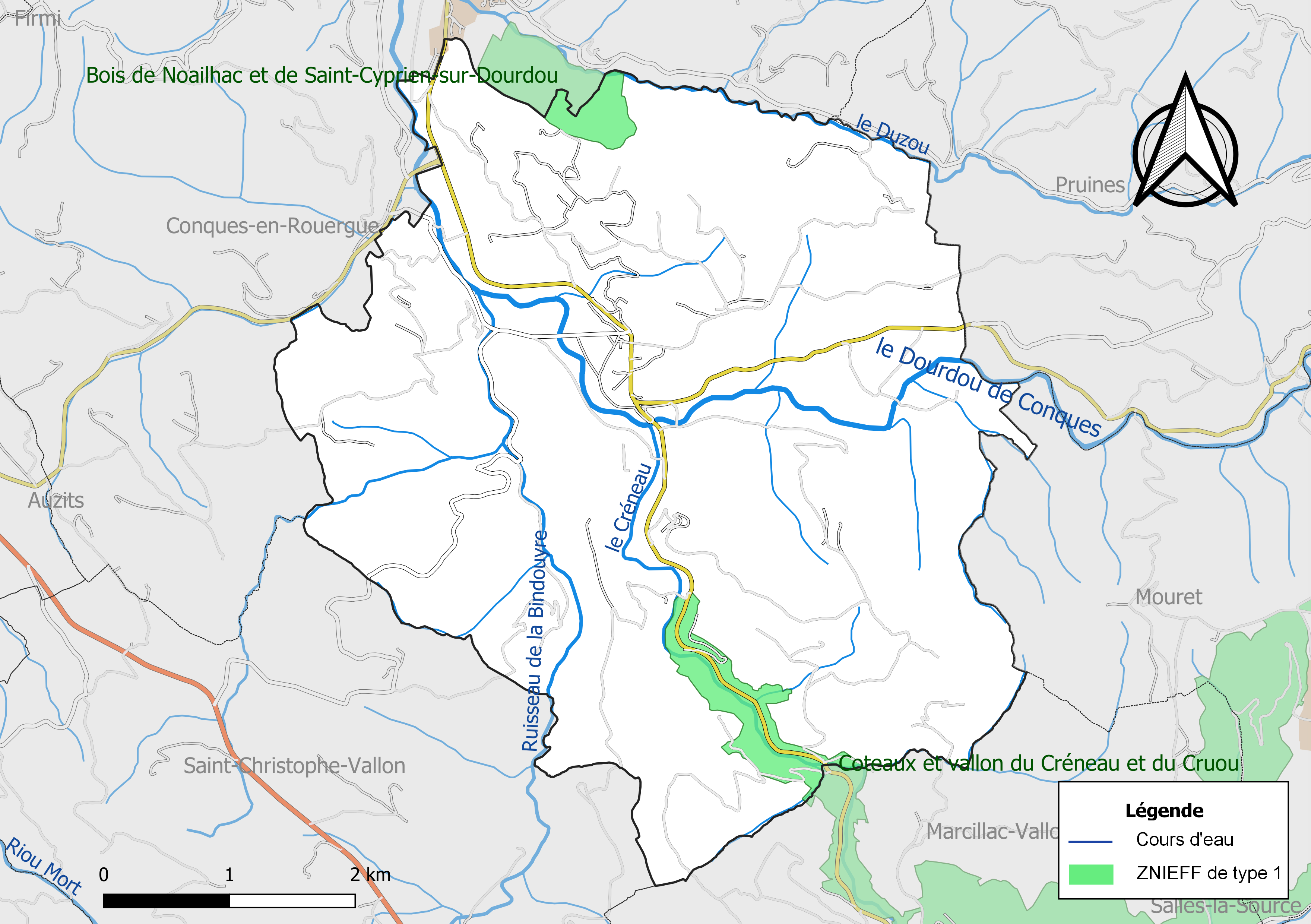
Carte des ZNIEFF de type 1 de la commune.
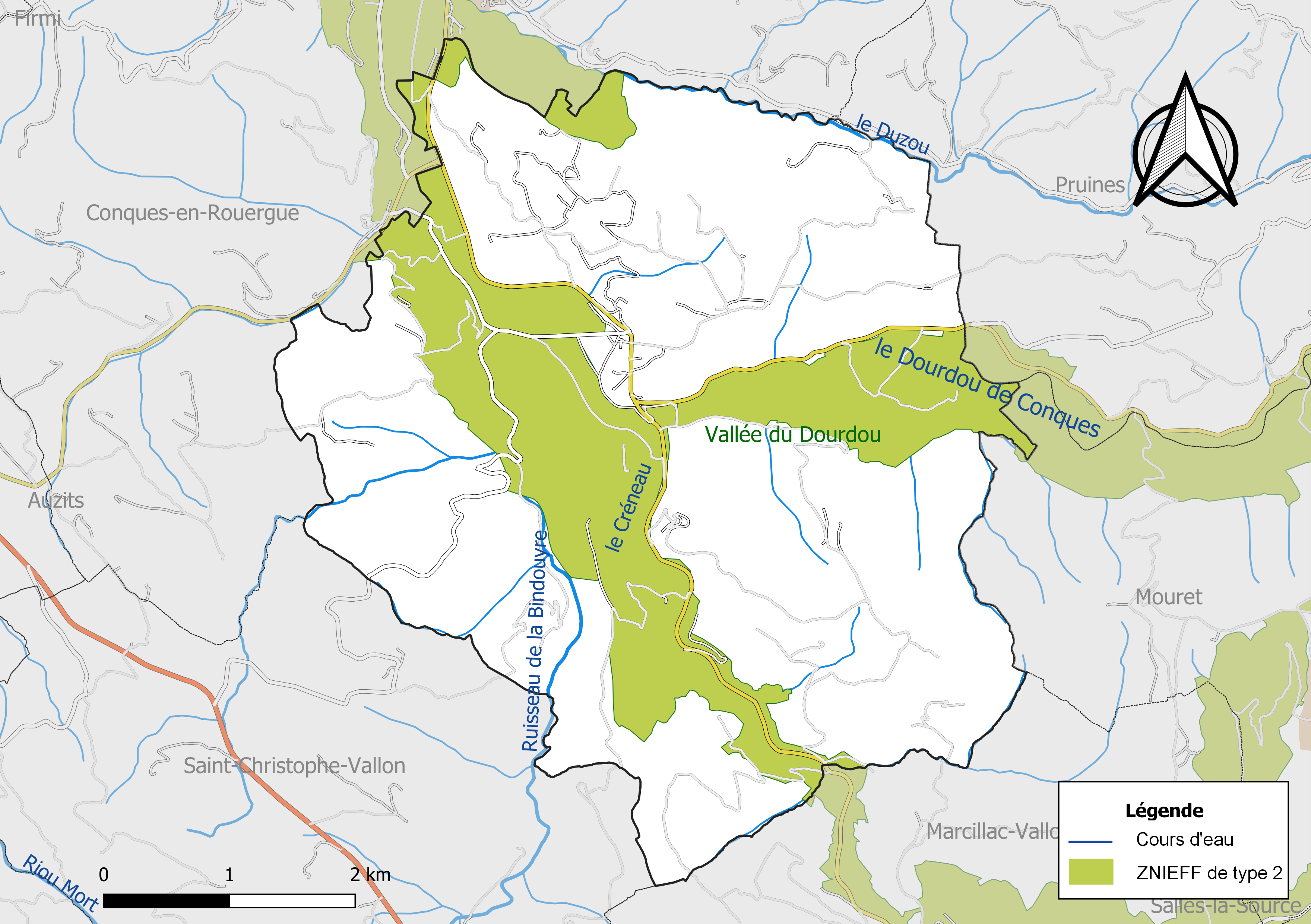
Carte de la ZNIEFF de type 2 de la commune.

## Urbanisme

### Typologie
Au 1er janvier 2024, Nauviale est catégorisée commune rurale à habitat dispersé, selon la nouvelle grille communale de densité à 7 niveaux définie par l'Insee en 2022.
Elle est située hors unité urbaine. Par ailleurs la commune fait partie de l'aire d'attraction de Rodez, dont elle est une commune de la couronne,. Cette aire, qui regroupe 68 communes, est catégorisée dans les aires de 50 000 à moins de 200 000 habitants,.

### Occupation des sols

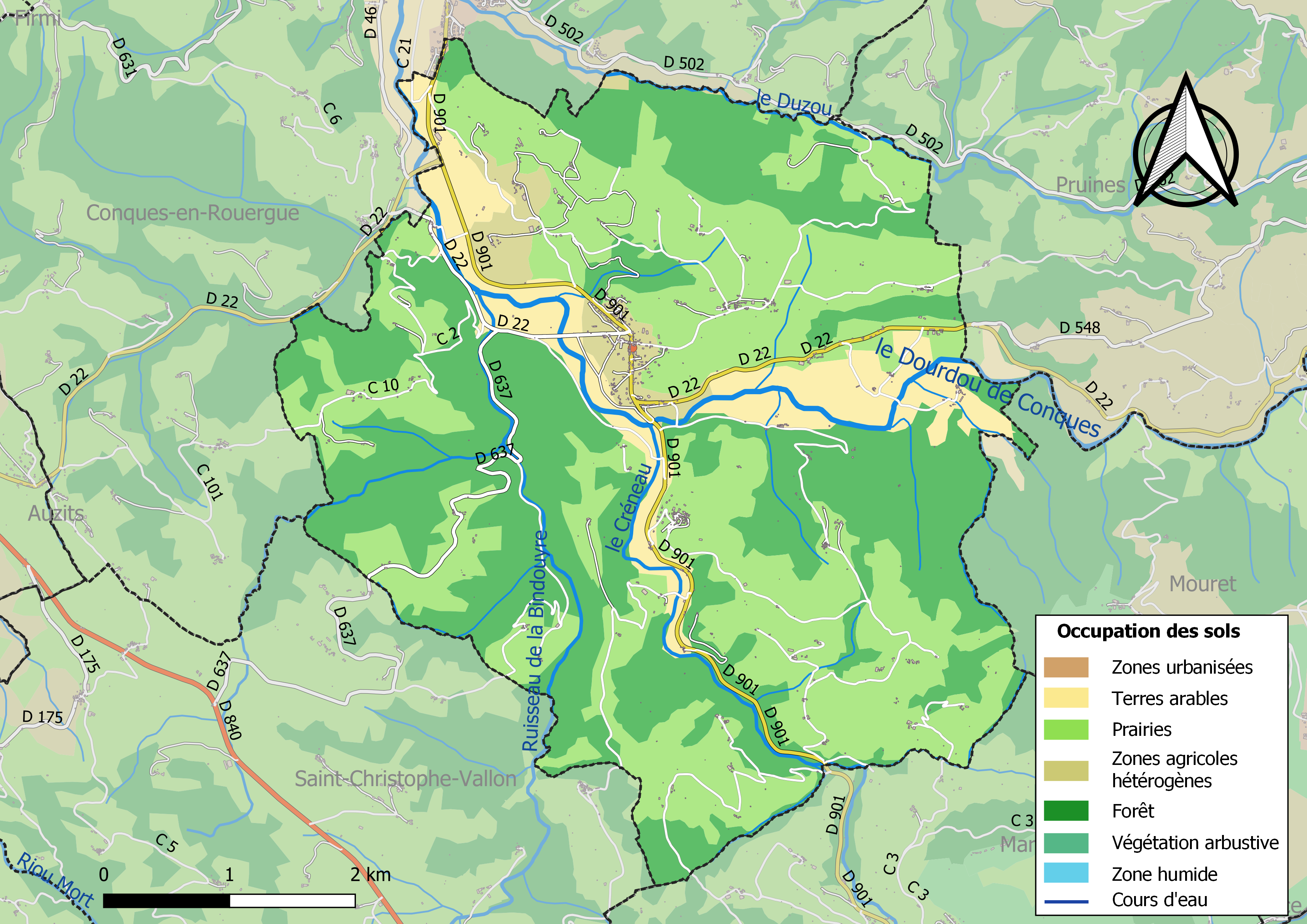
Infrastructures et occupation des sols de la commune de Nauviale.

L'occupation des sols de la commune, telle qu'elle ressort de la base de données européenne d’occupation biophysique des sols Corine Land Cover (CLC), est marquée par l'importance des territoires agricoles (56,1 % en 2018), une proportion sensiblement équivalente à celle de 1990 (56,9 %). La répartition détaillée en 2018 est la suivante : 
prairies (43,5 %), forêts (42,6 %), terres arables (10,9 %), zones agricoles hétérogènes (1,8 %), zones urbanisées (1,3 %).

### Planification
La loi SRU du 13 décembre 2000 a incité fortement les communes à se regrouper au sein d’un établissement public, pour déterminer les partis d’aménagement de l’espace au sein d’un SCoT, un document essentiel d’orientation stratégique des politiques publiques à une grande échelle. La commune est dans le territoire du SCoT du Centre Ouest Aveyron  approuvé en février 2020. La structure porteuse est le Pôle d'équilibre territorial et rural Centre Ouest Aveyron, qui associe neuf EPCI, notamment la communauté de communes Conques-Marcillac, dont la commune est membre.
La commune ne disposait pas en 2017 de document d'urbanisme opérationnel et le règlement national d'urbanisme s'appliquait donc pour la délivrance des permis de construire.

### Risques majeurs
Le territoire de la commune de Nauviale est vulnérable à différents aléas naturels : inondations, climatiques (hiver exceptionnel ou canicule), feux de forêts et séisme (sismicité faible).
Il est également exposé à deux risques technologiques, le transport de matières dangereuses et la rupture d'un barrage, et à un risque particulier, le risque radon,.

#### Risques naturels

Zones inondables de la commune de Nauviale.

Certaines parties du territoire communal sont susceptibles d’être affectées par le risque d’inondation par débordement du Dourdou de Conques. Les dernières grandes crues historiques, ayant touché plusieurs parties du département, remontent aux 3 et 4 décembre 2003 (dans le bassin du Lot, de l'Aveyron, du Viaur et du Tarn) et au 28 novembre 2014 (bassins de la Sorgues et du Dourdou). Ce risque est pris en compte dans l'aménagement du territoire de la commune par le biais du Plan de prévention du risque inondation (PPRI) du bassin du Dourdou de Conques, approuvé le 3 décembre 2015.
Le Plan départemental de protection des forêts contre les incendies découpe le département de l’Aveyron en sept « bassins de risque » et définit une sensibilité des communes à l’aléa feux de forêt (de faible à très forte). La commune est classée en sensibilité faible.

#### Risques technologiques
Le risque de transport de matières dangereuses sur la commune est lié à sa traversée par une route à fort trafic. Un accident se produisant sur une telle infrastructure est en effet susceptible d’avoir des effets graves au bâti ou aux personnes jusqu’à 350 m, selon la nature du matériau transporté. Des dispositions d’urbanisme peuvent être préconisées en conséquence.
Dans le département de l'Aveyron on dénombre huit grands barrages susceptibles d’occasionner des dégâts en cas de rupture. La commune fait partie des 64 communes susceptibles d’être touchées par l’onde de submersion consécutive à la rupture d’un de ces barrages.

#### Risque particulier
Dans plusieurs parties du territoire national, le radon, accumulé dans certains logements ou autres locaux, peut constituer une source significative d’exposition de la population aux rayonnements ionisants. Toutes les communes du département sont concernées par le risque radon à un niveau plus ou moins élevé. Selon le dossier départemental des risques majeurs du département établi en 2013, la commune de Nauviale est classée à risque moyen à élevé. Un décret du 4 juin 2018 a modifié la terminologie du zonage définie dans le code de la santé publique et a été complété par un arrêté du 27 juin 2018 portant délimitation des zones à potentiel radon du territoire français. La commune est désormais en zone 3, à savoir zone à potentiel radon significatif.

## Histoire

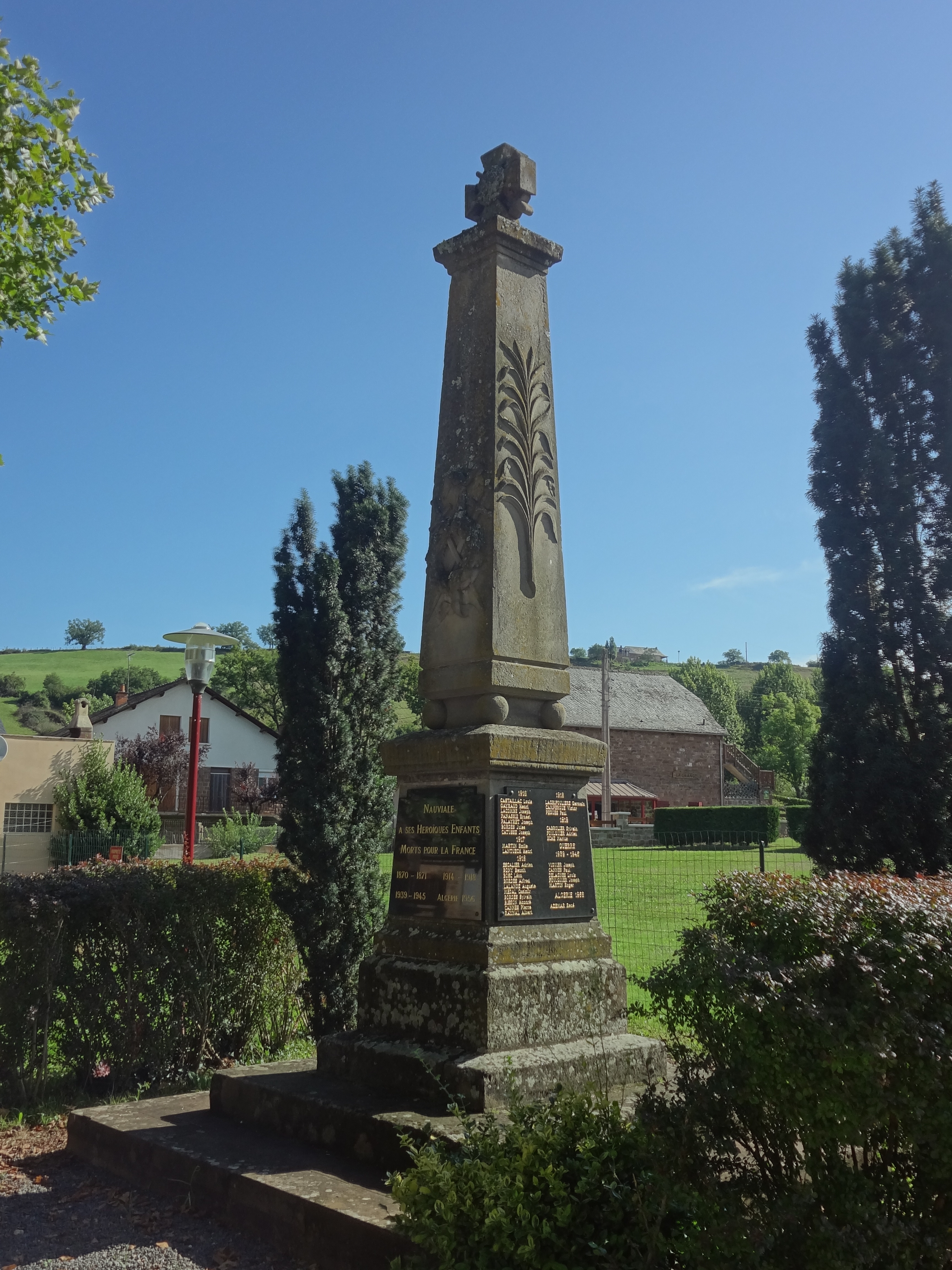
Monument aux morts de 1914-1918 de Nauviale.

## Politique et administration

### Découpage territorial
La commune de Nauviale est membre de la communauté de communes Conques-Marcillac, un établissement public de coopération intercommunale (EPCI) à fiscalité propre créé le 27 décembre 1996 dont le siège est à Marcillac-Vallon. Ce dernier est par ailleurs membre d'autres groupements intercommunaux.
Sur le plan administratif, elle est rattachée à l'arrondissement de Rodez, au département de l'Aveyron et à la région Occitanie. Sur le plan électoral, elle dépend du  canton du Vallon pour l'élection des conseillers départementaux, depuis le redécoupage cantonal de 2014 entré en vigueur en 2015, et de la première circonscription de l'Aveyron  pour les élections législatives, depuis le dernier découpage électoral de 2010.

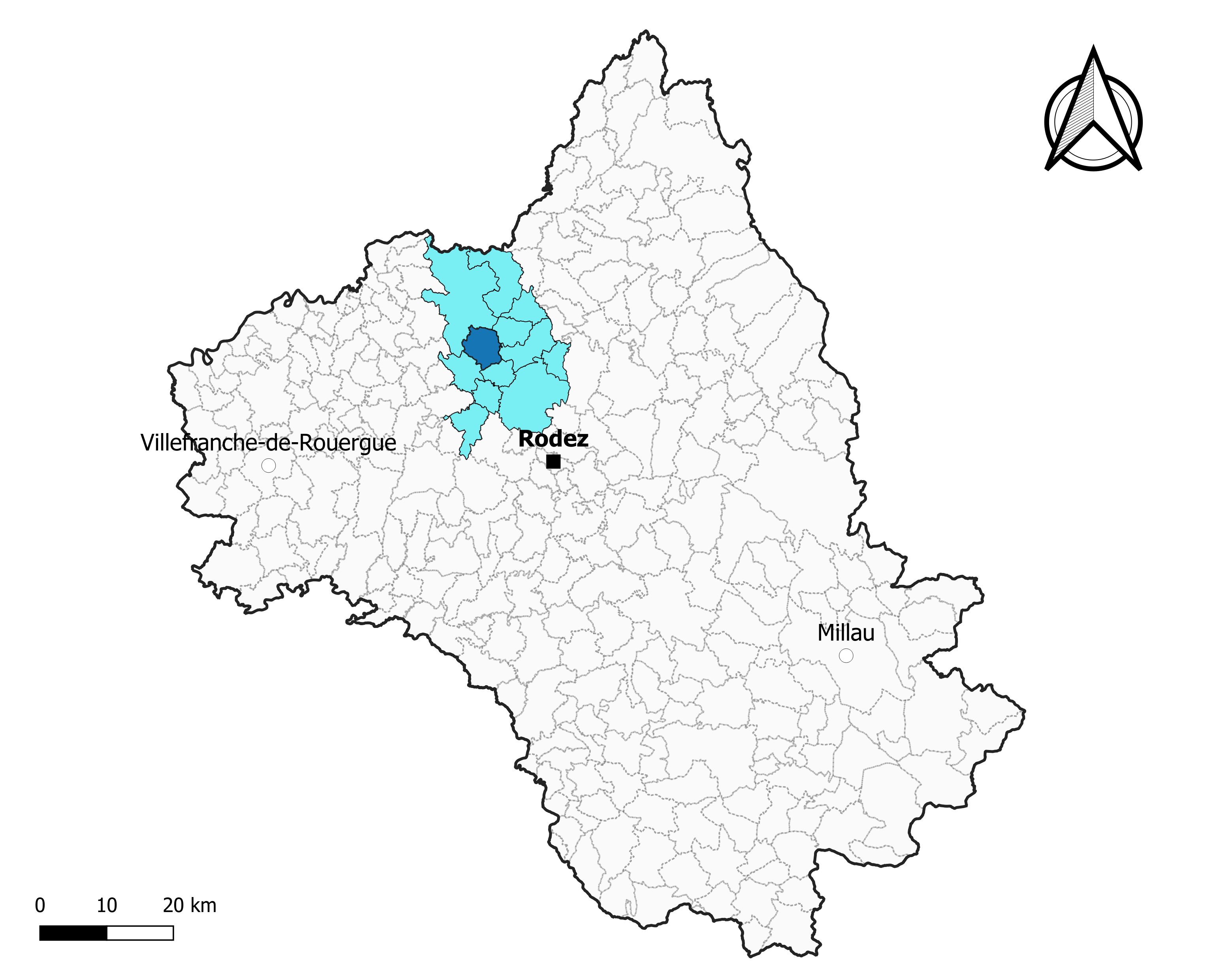
Nauviale dans l'intercommunalité en 2020.
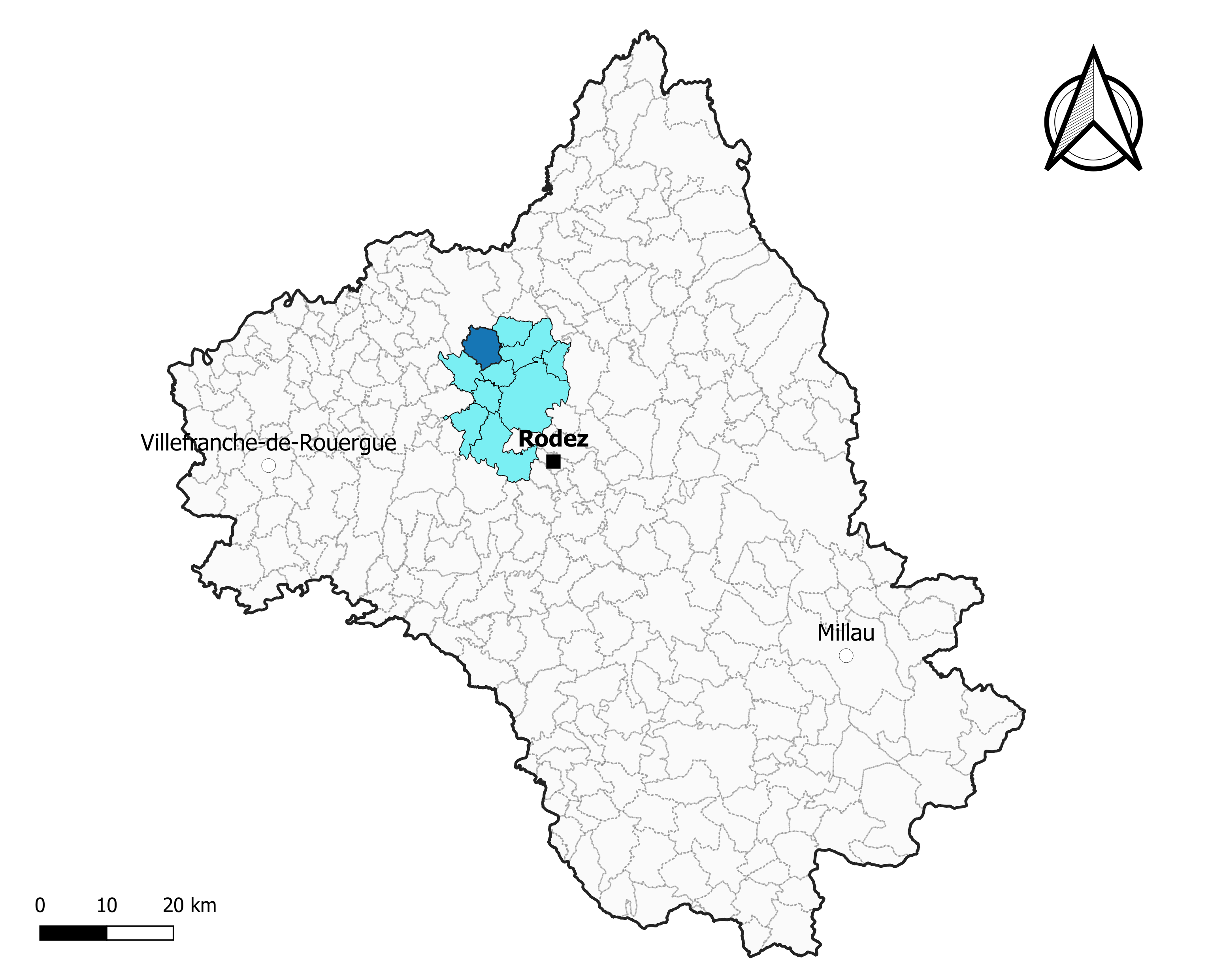
Nauviale dans le canton du Vallon en 2020.
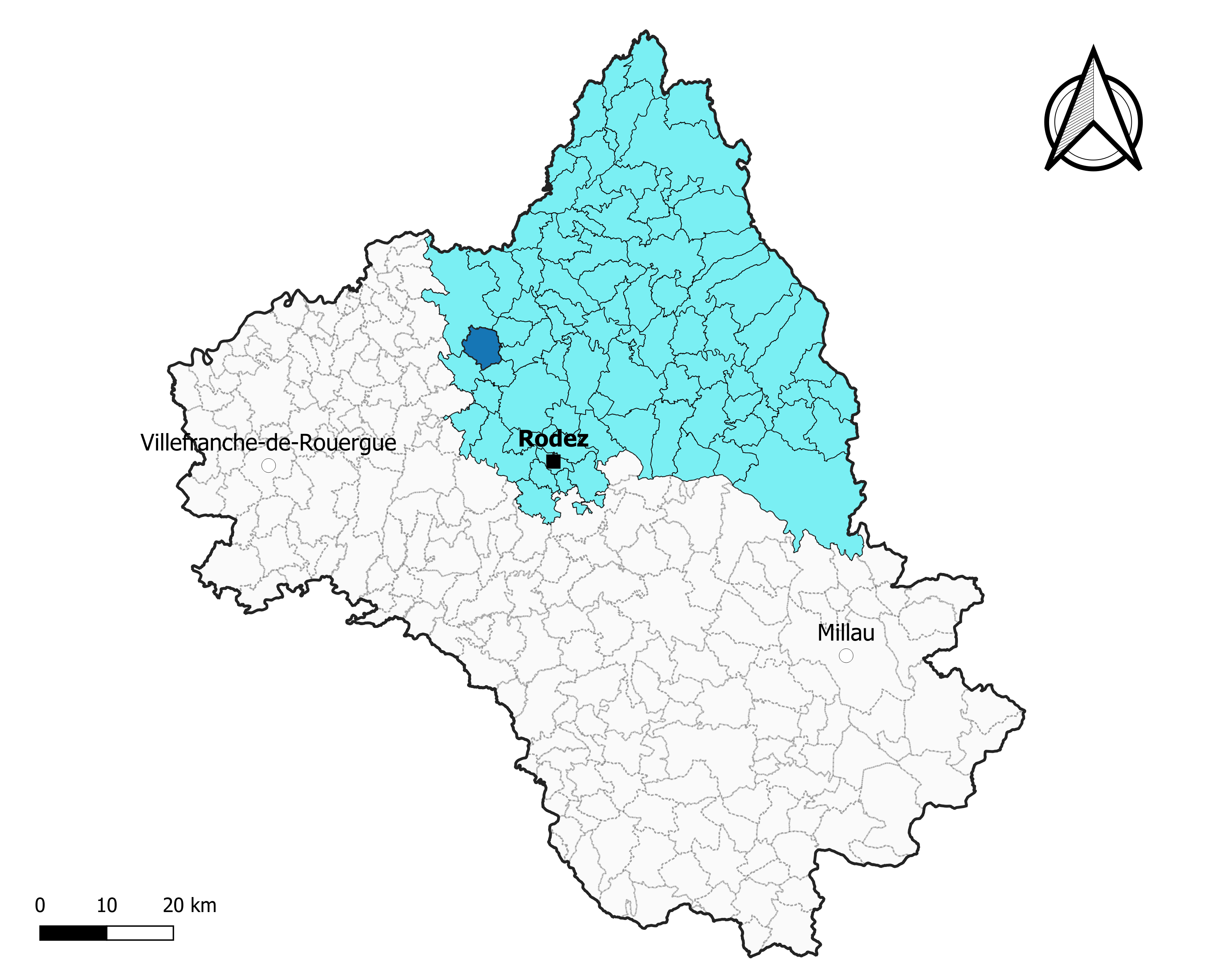
Nauviale dans l'arrondissement de Rodez en 2020.

### Élections municipales et communautaires

#### Élections de 2020
Le conseil municipal de Nauviale, commune de moins de 1 000 habitants, est élu au scrutin majoritaire plurinominal à deux tours avec candidatures isolées ou groupées et possibilité de panachage. Compte tenu de la population communale, le nombre de sièges à pourvoir lors des élections municipales de 2020 est de 15. La totalité des quinze candidats en lice est élue dès le premier tour, le 15 mars 2020, avec un taux de participation de 64,33 %.
Sylvain Couffignal, maire sortant, est réélu pour un nouveau mandat le 23 mai 2020.
Dans les communes de moins de 1 000 habitants, les conseillers communautaires sont désignés parmi les conseillers municipaux élus en suivant l’ordre du tableau (maire, adjoints puis conseillers municipaux) et dans la limite du nombre de sièges attribués à la commune au sein du conseil communautaire. Deux sièges sont attribués à la commune au sein de la communauté de communes Conques-Marcillac.

#### Liste des maires
| Période                                  | Période  | Identité            | Étiquette | Qualité                                                                                              |
| ---------------------------------------- | -------- | ------------------- | --------- | --- |
| mars 2001                                | 2014     | Serge Volte         |           | |
| mars 2014                                | En cours | Sylvain Couffignal, | SE        | Profession intermédiaire administrative de la fonction publique Conseiller départemental depuis 2021 |
| Les données manquantes sont à compléter. |          |                     |           | |

## Démographie
L'évolution du nombre d'habitants est connue à travers les recensements de la population effectués dans la commune depuis 1793. Pour les communes de moins de 10 000 habitants, une enquête de recensement portant sur toute la population est réalisée tous les cinq ans, les populations de référence des années intermédiaires étant quant à elles estimées par interpolation ou extrapolation. Pour la commune, le premier recensement exhaustif entrant dans le cadre du nouveau dispositif a été réalisé en 2008.

En 2022, la commune comptait 591 habitants, en évolution de +11,09 % par rapport à 2016 (Aveyron : +0,37 %, France hors Mayotte : +2,11 %).
| 1793 | 1800 | 1806  | 1821  | 1831  | 1836  | 1841  | 1846  | 1851  |
| ---- | ---- | ----- | ----- | ----- | ----- | ----- | ----- | ----- |
| 553  | 636  | 1 979 | 2 103 | 1 955 | 2 079 | 1 137 | 1 109 | 1 187 |

| 1856  | 1861  | 1866  | 1872  | 1876  | 1881  | 1886  | 1891  | 1896 |
| ----- | ----- | ----- | ----- | ----- | ----- | ----- | ----- | ---- |
| 1 169 | 1 203 | 1 266 | 1 218 | 1 203 | 1 167 | 1 130 | 1 106 | 979  |

| 1901 | 1906 | 1911 | 1921 | 1926 | 1931 | 1936 | 1946 | 1954 |
| ---- | ---- | ---- | ---- | ---- | ---- | ---- | ---- | ---- |
| 894  | 918  | 915  | 848  | 817  | 773  | 734  | 660  | 609  |

| 1962 | 1968 | 1975 | 1982 | 1990 | 1999 | 2006 | 2008 | 2013 |
| ---- | ---- | ---- | ---- | ---- | ---- | ---- | ---- | ---- |
| 568  | 526  | 520  | 502  | 465  | 454  | 530  | 552  | 520  |

| 2018 | 2022 | - | - | - | - | - | - | - |
| ---- | ---- | - | - | - | - | - | - | - |
| 574  | 591  | - | - | - | - | - | - | - |

## Économie

### Revenus
En 2018  (données Insee publiées en septembre 2021), la commune compte 222 ménages fiscaux, regroupant 520 personnes. La médiane du revenu disponible par unité de consommation est de 20 210 € (20 640 € dans le département).

### Emploi
| Division       | 2008  | 2013  | 2018  |
| -------------- | ----- | ----- | ----- |
| Commune        | 2,5 % | 4,6 % | 7 %   |
| Département    | 5,4 % | 7,1 % | 7,1 % |
| France entière | 8,3 % | 10 %  | 10 %  |

En 2018, la population âgée de 15 à 64 ans s'élève à 341 personnes, parmi lesquelles on compte 80,1 % d'actifs (73 % ayant un emploi et 7 % de chômeurs) et 19,9 % d'inactifs,. Depuis 2008, le taux de chômage communal (au sens du recensement) des 15-64 ans est inférieur à celui de la France et du département.
La commune fait partie de la couronne de l'aire d'attraction de Rodez, du fait qu'au moins 15 % des actifs travaillent dans le pôle,. Elle compte 62 emplois en 2018, contre 56 en 2013 et 69 en 2008. Le nombre d'actifs ayant un emploi résidant dans la commune est de 255, soit un indicateur de concentration d'emploi de 24,2 % et un taux d'activité parmi les 15 ans ou plus de 61 %.
Sur ces 255 actifs de 15 ans ou plus ayant un emploi, 51 travaillent dans la commune, soit 20 % des habitants. Pour se rendre au travail, 83,5 % des habitants utilisent un véhicule personnel ou de fonction à quatre roues, 0,8 % les transports en commun, 9,9 % s'y rendent en deux-roues, à vélo ou à pied et 5,9 % n'ont pas besoin de transport (travail au domicile).

### Activités hors agriculture
32 établissements sont implantés  à Nauviale au 31 décembre 2019. Le tableau ci-dessous en détaille le nombre par secteur d'activité et compare les ratios avec ceux du département,.
| Secteur d'activité                                                                                        | Commune | Commune | Département |
| Secteur d'activité                                                                                        | Nombre  | %       | %           |
| --- | ------- | ------- | ----------- |
| Ensemble                                                                                                  | 32      |         |             |
| Industrie manufacturière, industries extractives et autres                                                | 4       | 12,5 %  | (17,7 %)    |
| Construction                                                                                              | 5       | 15,6 %  | (13 %)      |
| Commerce de gros et de détail, transports, hébergement et restauration                                    | 15      | 46,9 %  | (27,5 %)    |
| Activités spécialisées, scientifiques et techniques et activités de services administratifs et de soutien | 1       | 3,1 %   | (12,4 %)    |
| Administration publique, enseignement, santé humaine et action sociale                                    | 2       | 6,3 %   | (12,7 %)    |
| Autres activités de services                                                                              | 5       | 15,6 %  | (7,8 %)     |

Le secteur du commerce de gros et de détail, des transports, de l'hébergement et de la restauration est prépondérant sur la commune puisqu'il représente 46,9 % du nombre total d'établissements de la commune (15 sur les 32 entreprises implantées  à Nauviale), contre 27,5 % au niveau départemental.

### Agriculture
La commune est dans le Rougier de Marcillac, une petite région agricole située dans le nord-ouest du département de l'Aveyronet correspondant au haut bassin du Dourdou de Conques. En 2020, l'orientation technico-économique de l'agriculture  sur la commune est l'élevage bovin, orientation mixte lait et viande.
|               | 1988  | 2000  | 2010  | 2020  |
| ------------- | ----- | ----- | ----- | ----- |
| Exploitations | 69    | 43    | 41    | 35    |
| SAU (ha)      | 1 241 | 1 243 | 1 261 | 1 266 |

Le nombre d'exploitations agricoles en activité et ayant leur siège dans la commune est passé de 69 lors du recensement agricole de 1988  à 43 en 2000 puis à 41 en 2010 et enfin à 35 en 2020, soit une baisse de 49 % en 32 ans. Le même mouvement est observé à l'échelle du département qui a perdu pendant cette période 51 % de ses exploitations,. La surface agricole utilisée sur la commune a quant à elle augmenté, passant de 1 241 ha en 1988 à 1 266 ha en 2020. Parallèlement la surface agricole utilisée moyenne par exploitation a augmenté, passant de 18 à 36 ha.

## Culture locale et patrimoine

### Lieux et monuments
- Église Saint-Martin de Nauviale.
- Église Saint-Antonin de Combret.

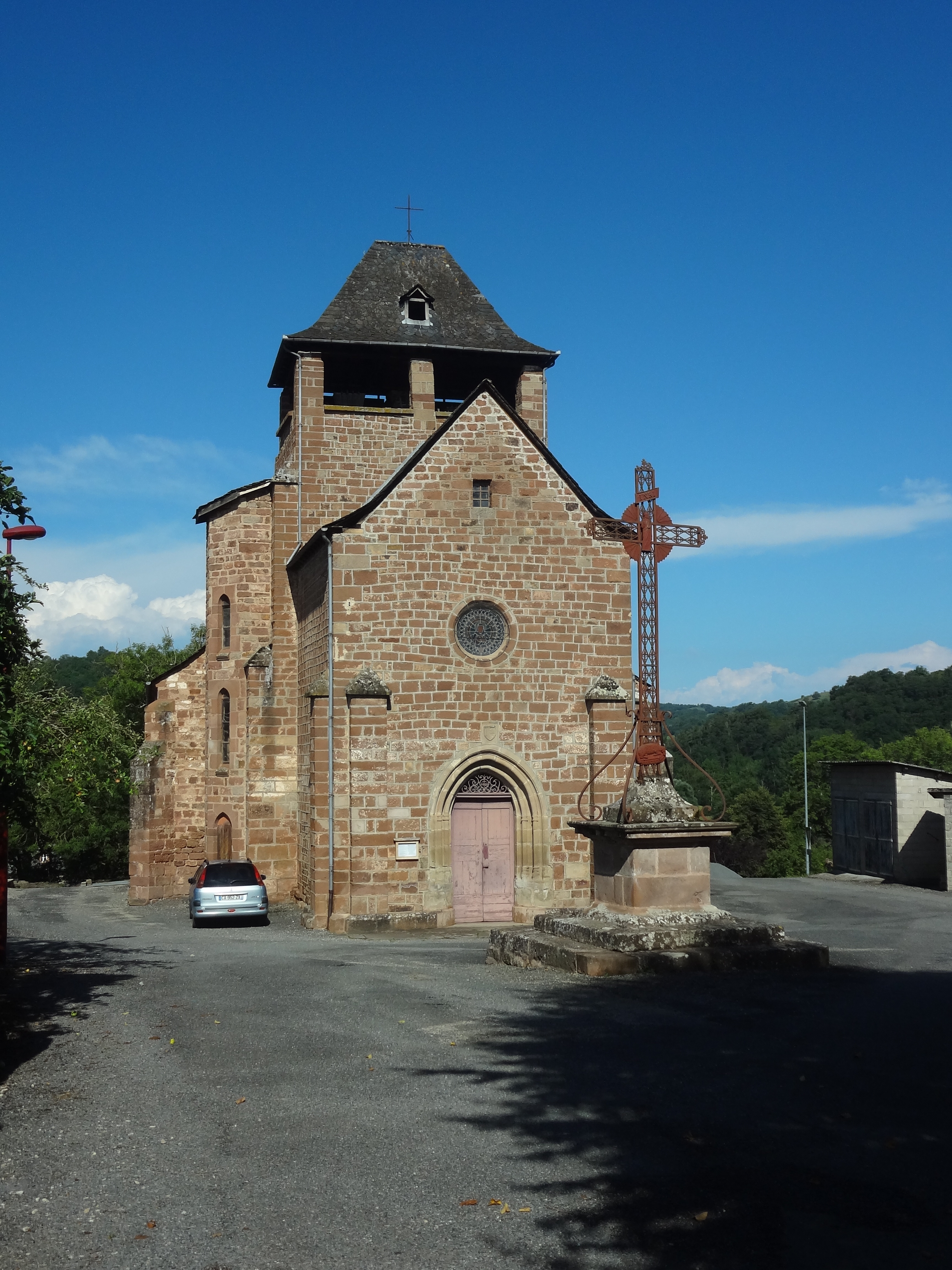
Église Saint-Martin de Nauviale

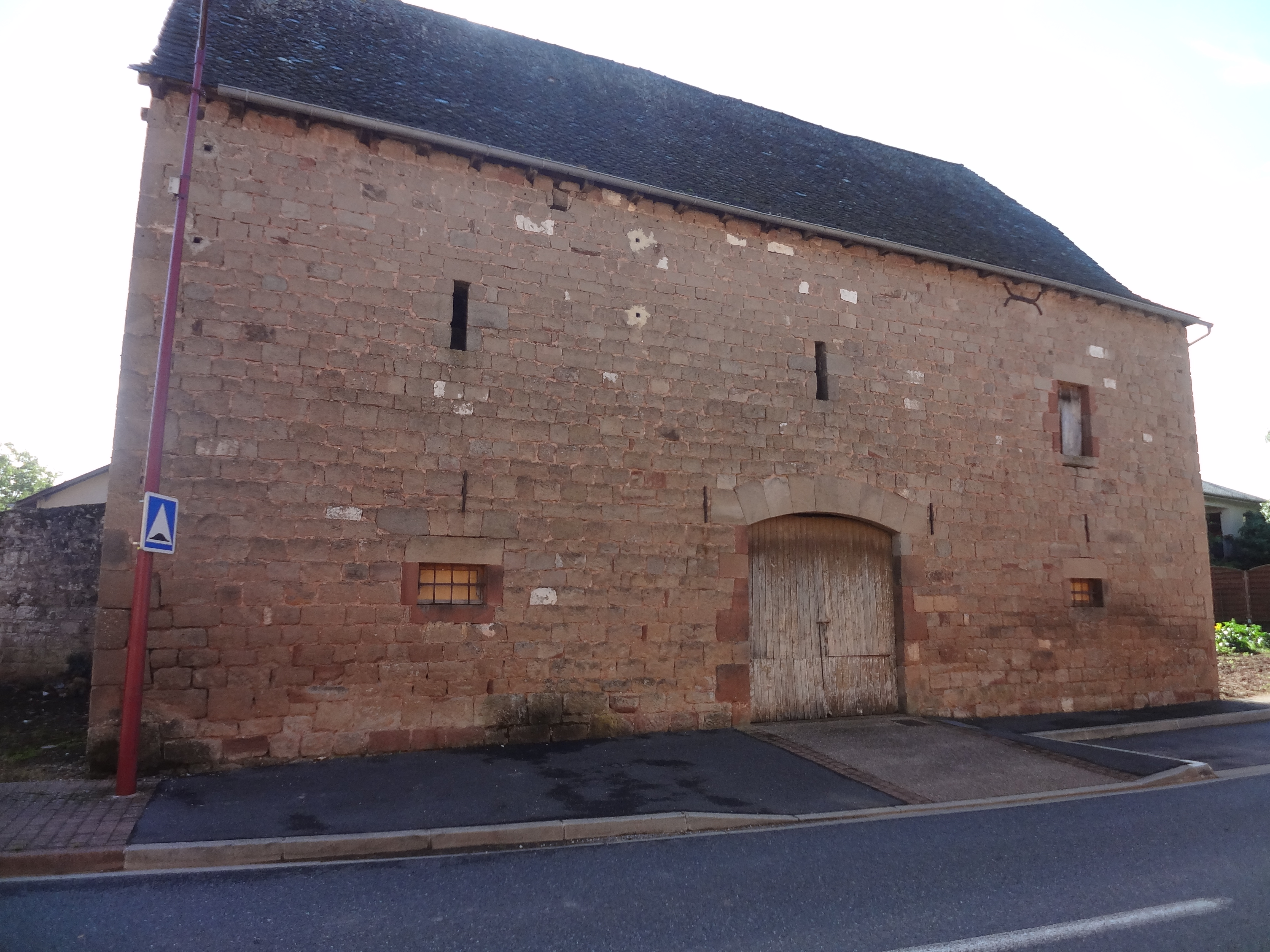
Grange au village.

- Château de Combret, inscrit en 2021 aux Monuments Historiques
- Chapelle Notre-Dame-de-la-Salette de Nauviale.

### Héraldique
| Blason de Nauviale | Blason  | D'azur à la cotice ondée abaissée d'argent combinée en son milieu avec une demi-cotice ondée abaissée en barre du même, surmontée à senestre de deux tours d'argent maçonnées de sable, celle de dextre masurée et ouverte du champ, et soutenue d'une tête coupée de cheval d'argent bridée et enrênée de gueules, au franc-canton cousu* de gueules chargé à dextre d'un léopard lionné et à senestre d'une croix cléchée, vidée et pommetée de douze pièces défaillante à dextre, le tout d'or. |
| Blason de Nauviale | Détails | La tête de cheval est l'attribut de saint Martin, les ondes symbolisent le Dourdou et le Créneau, le léopard lionné est celui de l'ancienne province du Rouergue mais aussi de l'Aveyron, la tour ruinée rappelle l'ancien château de Belcaire et la tour entière le château actuel de Combret. Création de Jean-François Binon adoptée le 20 septembre 2015. |